# Jakub Sadowski
Jakub Sadowski (ur. 22 maja 2001 w Warszawie) – polski koszykarz występujący na pozycjach silnego skrzydłowego lub środkowego, od 2024 zawodnik Pogoni Prudnik.
Wychowanek Legii Warszawa. 3 lipca 2023 został zawodnikiem HydroTrucku Radom. W 2024 dołączył do Pogoni Prudnik.

## Osiągnięcia
Stan na 4 grudnia 2023, na podstawie, o ile nie zaznaczono inaczej.

### Drużynowe
Seniorskie
- Wicemistrz Polski (2022)[4]
- Uczestnik rozgrywek FIBA Europe Cup (2019/2020)

Młodzieżowe
- Uczestnik mistrzostw Polski:
  - juniorów starszych (2018–2020)
  - juniorów (2018, 2019)
  - kadetów (2017)